# ESPY Awards

The Sports Performance Yearly Award

O ESPY Awards ou Oscar do Esporte Americano, é uma premiação atualmente apresentada pela rede de televisão americana ABC, e anteriormente pela ESPN, para reconhecer e premiar o desempenho atlético individual e o desempenho em equipes, relacionado aos esportes durante o ano anterior a uma determinada cerimônia anual. Os primeiros ESPYs foram concedidos em 1993. Assim como o Grammy (para música), Emmy (para televisão), Oscar (para cinema) e Tony (para teatro), os ESPYs são apresentados por uma celebridade contemporânea; o estilo, no entanto, é mais leve e mais descontraído do que muitas outras premiações. Entre as celebridades que já foram mestres de cerimônia da premiação estão; o cantor e ator Jamie Foxx (2002 e 2003), o cantor Justin Timberlake (2008) e o ator Samuel L. Jackson (2009). Desde o início do programa até 2004, os vencedores do ESPY Awards foram escolhidos apenas por votação dos fãs. Desde 2004, jornalistas esportivos, radialistas, executivos esportivos, esportistas, fãs online e personalidades da ESPN também votam. Uma das honrarias entregue anualmente é o Best NBA Player ESPY Award.